# 康普列兹
康普列兹（法語：Campouriez，法語發音：[kɑ̃puʁjɛs]）是法国阿韦龙省的一个市镇，属于罗德兹区。

## 地理
康普列兹（44°41'22"N, 2°36'23"E）面积18.38 平方千米，位于法国奧克西塔尼大區阿韦龙省，该省份为法国南部内陆省份，位于法國中央高原南部，北起顺时针与康塔爾省、洛泽尔省、加尔省、埃罗省、塔恩省、塔恩-加龙省和洛特省接壤。
与康普列兹接壤的市镇（或旧市镇、城区）包括：特吕耶尔河畔昂特赖格、弗洛朗坦拉卡佩勒、蒙泰济克、圣阿芒德科、圣伊波利特。

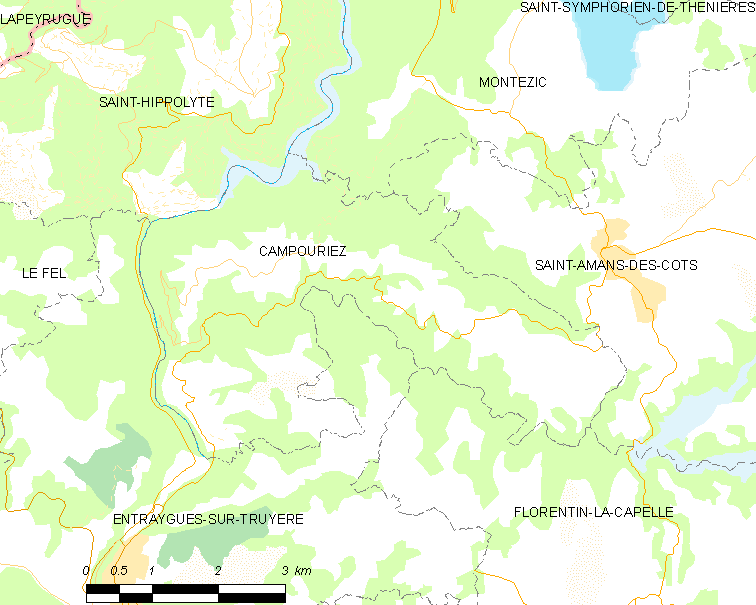
康普列兹的OSM定位图

康普列兹的时区为UTC+01:00、UTC+02:00（夏令时）。

## 行政
康普列兹的邮政编码为12140、12460，INSEE市镇编码为12048。

## 政治
康普列兹所属的省级选区为欧布拉克-卡尔拉代斯县。

## 人口

1962-2008年间康普列兹人口变化图示

康普列兹于2022年1月1日时的人口数量为330人。